# Bolbohamatum drescheri
Bolbohamatum drescheri är en skalbaggsart som beskrevs av Jan Krikken 1980. Bolbohamatum drescheri ingår i släktet Bolbohamatum och familjen Bolboceratidae.

## Underarter
Arten delas in i följande underarter:
- B. d. birmanicum
- B. d. indosinicum